# El Capote
El Capote är en ort i Mexiko.   Den ligger i kommunen Turicato och delstaten Michoacán de Ocampo, i den södra delen av landet, 260 km väster om huvudstaden Mexico City. El Capote ligger 1 773 meter över havet och antalet invånare är 356.
Terrängen runt El Capote är lite bergig. Runt El Capote är det ganska glesbefolkat, med 25 invånare per kvadratkilometer. Närmaste större samhälle är Ario de Rosales, 18,4 km nordväst om El Capote. Omgivningarna runt El Capote är en mosaik av jordbruksmark och naturlig växtlighet.